# Conandrium
Conandrium é um género botânico pertencente à família Myrsinaceae.

## Espécies
- Conandrium finisterrae
- Conandrium forbesii
- Conandrium gymnopus
- Conandrium ledermanni
- Conandrium majus
- Conandrium multipunctatum
- Conandrium peekelii
- Conandrium polyanthum
- Conandrium rhynchocarpum

1. ↑  «Conandrium — World Flora Online». www.worldfloraonline.org. Consultado em 19 de agosto de 2020